# Ågerup-Kirkerup Strandpark
Ågerup-Kirkerup Strandpark er en lille strandpark ved Lille Valby Strand i Roskilde kommune. Strandparken ligger nord for halvøen Bolund. 270 meter nord for stranden løber Maglemose Å ud i fjorden.
Stranden består af små og mellemstore sten. Langs med stranden er der diger lavet af store sten. Fjordbunden ud for strandparken består af sand. Der er lavvandet ved stranden, så man skal langt ud før det bliver dybt.
Selve strandparken består af en stor græsplæne omgivet af store træer. I parken er der borde/bænke, en gynge og udlagte træstammer til at lege på. Der er offentlige toiletter i strandparken.
Fjordstiens rute 4 går langs med stranden.

## Galleri
- Fjordstien.
- Indkørslen til Ågerup-Kirkerup Strandpark.